# Escouade Carcajou
L'escouade Carcajou était un groupe d'élite principalement composé d'enquêteurs de la Gendarmerie royale du Canada (GRC), de la Sûreté du Québec, du service de police de la Communauté urbaine de Montréal (CUM), mais aussi de divers autres corps de police municipaux du Québec. 

## Histoire
Cette escouade spéciale est créée en 1995, à la suite du décès du jeune Daniel Desrochers, pour contrer la Guerre des motards au Québec pour le contrôle du marché de la drogue et de la prostitution entre les Hells Angels et les Rock Machine, particulièrement à Montréal. Selon certaines sources, sa création remonte au 23 septembre 1995, tandis que la Sûreté du Québec indique le 4 octobre 1995. Quelques jours après sa création, elle regroupe 75 policiers issus de la Sûreté du Québec, du service de police de la CUM et de la GRC. L'initiative se déploie principalement à Montréal, Québec, Trois-Rivières et Sherbrooke, avec une coordination permettant de mobiliser des ressources policières ailleurs au pays et à l'étranger.
Moins de deux semaines après sa création, l'escouade mène une perquisition à Lachine dans un repaire des Rockers, club-école des Hells Angels,. Les policiers y saisissent un important arsenal comprenant notamment des bâtons de dynamite dont une partie provient d'un vol commis à la mi-août dans une carrière de L'Épiphanie. Des armes à feu, de grandes quantités de munitions et du matériel permettant de fabriquer des bombes à déclenchement à distance sont également retrouvés,. Plusieurs personnes sont arrêtées et un accusé est formellement inculpé pour possession illégale d'armes, d'explosifs et de stupéfiants en vue d'en faire le trafic,.
L'escouade est démantelée en 1999, pour donner naissance à six escouades policières régionales (« escouade régionale mixte ») à travers le Québec.